# Харви Алтер
Харви Џејмс Алтер (Њујорк, 12. септембар 1935) амерички је медицински истраживач, вирусолог, лекар и добитник Нобелове награде за медицину. Најпознатији је по свом раду на открићу вируса хепатитиса Ц.
Алтер је бивши начелник Одељења за заразне болести и помоћник директора за истраживање Одељења за трансфузиону медицину Клиничког центра Ворен Грант Магнусон (енгл. Warren Grant Magnuson Clinical Center) на Националним институтима за здравље у Бетесди, у Мериленду. Средином 1970-их година, Алтер и његов истраживачки тим показали су да већина случајева посттрансфузионог хепатитиса није узрокована вирусом хепатитиса А или хепатитиса Б. Радећи самостално, Алтер и Едвард Тејбор, научник из Управе за храну и лекове САД, доказали су (путем истраживања о преношењу) да је нови облик хепатитиса на шимпанзама, у почетку назван „не-А, не-Б хепатитис”, изазвао заразу, а узрочник је вероватно био вирус. Овај рад је 1988. довео до открића вируса хепатитиса Ц. Године 2020, захваљујући открићу вируса, поделио је Нобелову награду за медицину с Мајклом Хотоном и Чарлсом Рајсом.
Алтер је добио признање за истраживање које је довело до открића вируса који узрокује хепатитис Ц. Одликован је Медаљом за истакнуту/изврсну службу (енгл. Distinguished Service Medal), највишом наградом која се додељује појединцима у јавном здравству САД и Ласкеровом наградом за клиничка истраживања у медицини (енгл. Albert Lasker Award for Clinical Medical Research) 2000. године.